# Клос
Клос (итал. Cloz) је насеље у Италији у округу Тренто, региону Трентино-Јужни Тирол.
Према процени из 2011. у насељу је живело 704 становника. Насеље се налази на надморској висини од 763 м.

## Становништво
| 1931. | 1936. | 1951. | 1961. | 1971. | 1981. | 1991. | 2001. | 2011. |
| ----- | ----- | ----- | ----- | ----- | ----- | ----- | ----- | ----- |
| 799   | 789   | 881   | 806   | 743   | 731   | 713   | 684   | 729   |